# 스와이프온
스와이프온(SwipedOn)은 뉴질랜드에 본사를 두고 있는 스타트업으로 건물의 출입관리 시스템을 제공한다.

 스타트업으로 2013년에 창립된 이후 지금까지 바이엘, 디즈니, 3M, 보쉬등에 출입관리 시스템을 제공했다. 스와이프온의 비접촉 출입관리 솔루션은 건물을 드나드는 모든 사람의 출입 등록을 방역 걱정 없이 ‘터치 프리’ 방식으로 처리한다. 방문자는 건물 로비에 비치된 아이패드에 뜨는 QR 코드를 모바일 기기로 간편하게 스캔하고 직원들은 전용 스마트폰 앱으로 방문자 정보를 확인할 수 있다. QR 코드를 활용한 출입관리가 가능해 건물 로비에 아이패드 같은 기기를 구비하지 않아도 관리할 수 있다. 

이외에도 방문자 사전 건강 스크리닝, 간소화된 직원 출입 확인, 비상시 대피관리 기능 등을 제공한다.